# Markthalle (Pellegrue)

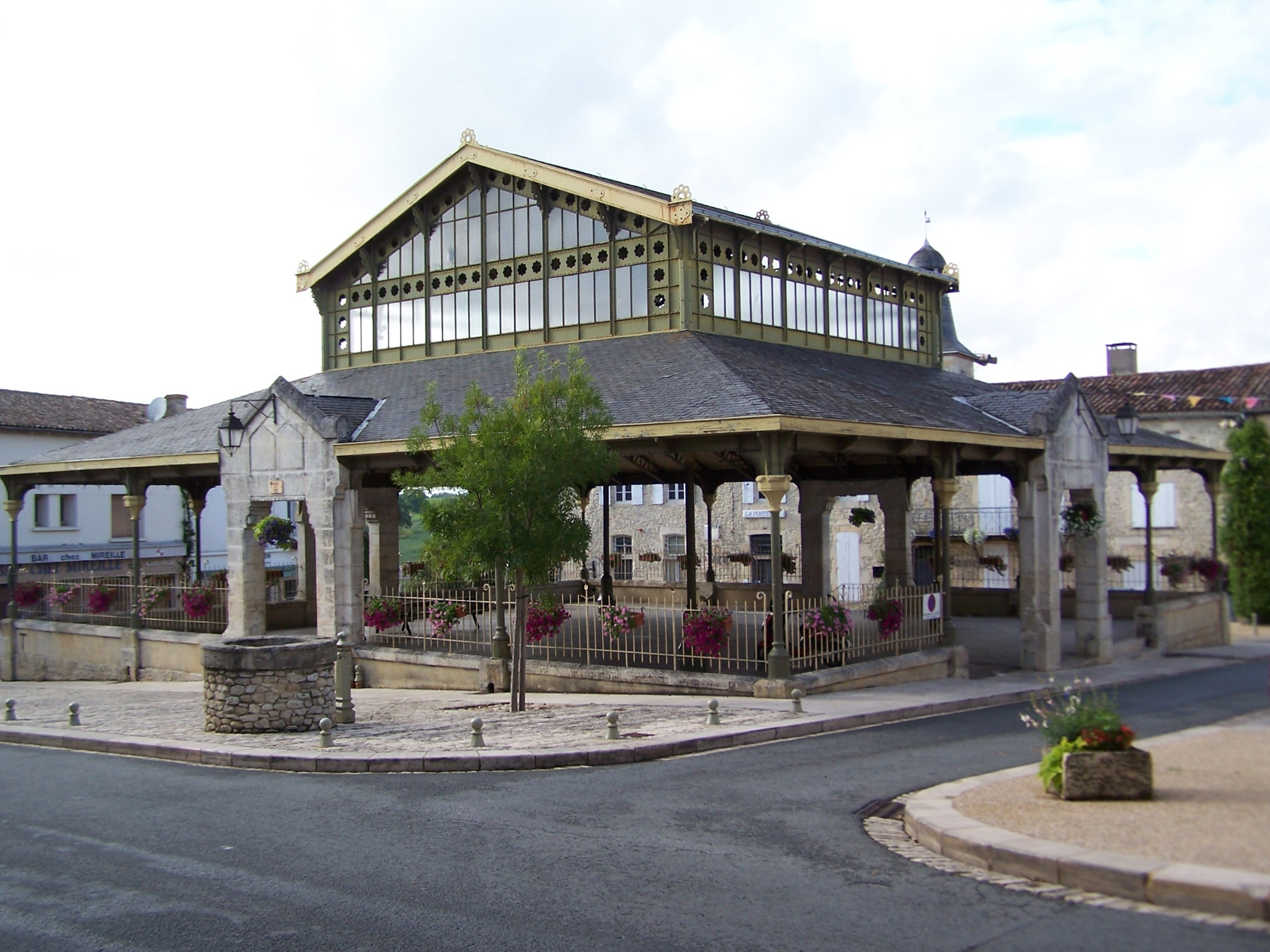
Markthalle in Pellegrue

Das  Markthalle in Pellegrue, einer französischen Gemeinde im Département Gironde in der Region Nouvelle-Aquitaine, wurde von 1909 bis 1913 errichtet. Im Jahr 2015 wurde die Markthalle an der Place du 8 Mai 1945 als Monument historique in die Liste der Baudenkmäler in Frankreich aufgenommen.
Die Markthalle, die bereits hölzerne Vorgängerbauten hatte, wurde nach Plänen des Architekten Auguste Bontemps aus Bordeaux vom Unternehmen Frères Boyer errichtet. Das tragende Element sind die Stützen aus Gusseisen. Das Oberlicht ist für die Größe der Halle ungewöhnlich hoch ausgefallen.
Im Jahr 1979 entschieden sich die Bürger von Pellegrue bei einer Volksabstimmung für den Erhalt der Markthalle, die danach umfassend renoviert wurde.  